# Ніколо Тріболо
Ніколо Тріболо (італ. Niccolò Tribolo 1500, Флоренція — 7 вересня, 1550) — італійський архітектор, скульптор, садівник першої половини 16 ст.

## Життєпис
Відомостей про ранні роки мало. Народився у місті Флоренція. Художню освіту почав опановувати у якогось різьбяра, а згодом став помічником у майстерні Андреа Сансовіно (1467—1529).

## Добрий малювальник
Тріболо виробився у майстерного малювальника, котрими взагалі уславилась Флорентійська художня школа. За свідченнями, він малював настільки майстерно, що його малюнки сприймали за оригінали Мікеленджело (малюнки останнього вважали в ті часи зразковими). Його здібності привабили такого віртуоза як Бенвенуто Челліні. У власній автобіографії Бенвенуто Челліні згадав про подорож до Венеції разом із Ніколо Тріболо. 1517 року він повернувся до Флоренції, позаяк для Тріболо не знайшлося роботи у Венеції.

## На службі у Козімо І Медічі
Про здібності Тріболо знали у Флоренції і це сприяло залученню митця до обслуги родини Медічі. Його узяв на службу до себе Козімо I Медічі. Це відкрило для митця значні перспективи для творчості.
Він виконував різні замови — від дизайнерських до необхідних господарських. Серед творів цього періоду — перебудова і збільшення стаєнь для коней герцога на віллі Поджо а Кайано, декор для припалацових свят, подорож до Рима, де Тріболо передав грізний наказ від герцога до Мікеланджело Буонарроті про повернення до Флоренції і вимогу закінчити парадні сходи у вестибюлі бібліотеки Лауренціана.

## Вілли родини Медічі
Численні земельні ділянки на віддалених околицях Тоскани мали власні помешкання для Медічі, котрі за традицією називають віллами. Насправді це були сільськогосподарські контори і тимчасові резиденції для отримання прибутку і збереження продовольства. Незграбні чи ще середньовічні споруди мали або фортечний характер, або надзвичайно спрощений і ще нічим не нагадували парадні вілли доби 17-18 століть палацового типу. Сільські помешкання Медічі не мали представницьких функцій (як пишна Вілла Медічі у Римі), тому не мали парадного вигляду майже до 1602 року, винятки були одиничними (Вілла Пьєтрайя).

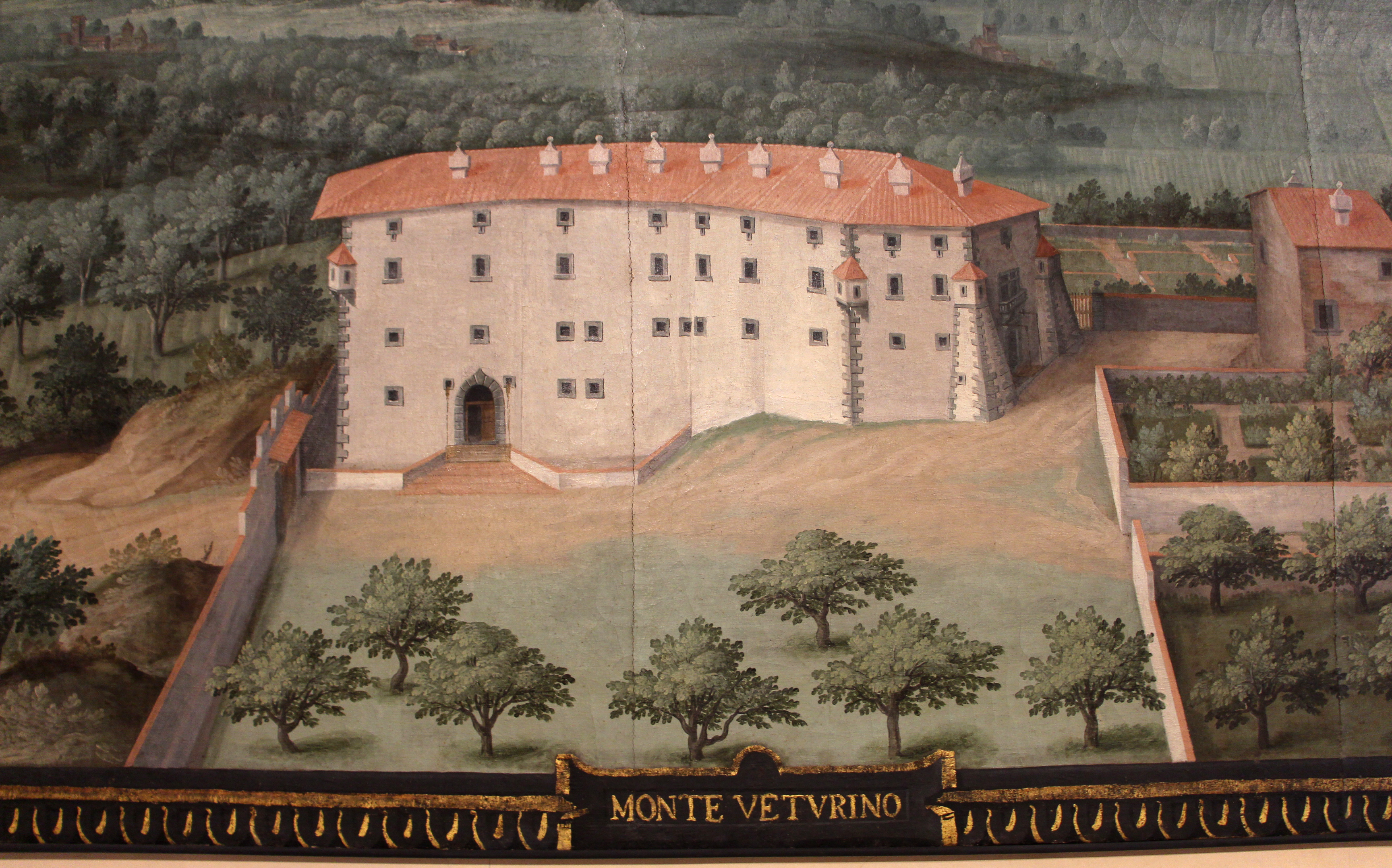
Худ. Джусто Утенс. Вілла Медічі Монтеветтоліні (середньовічна споруда)
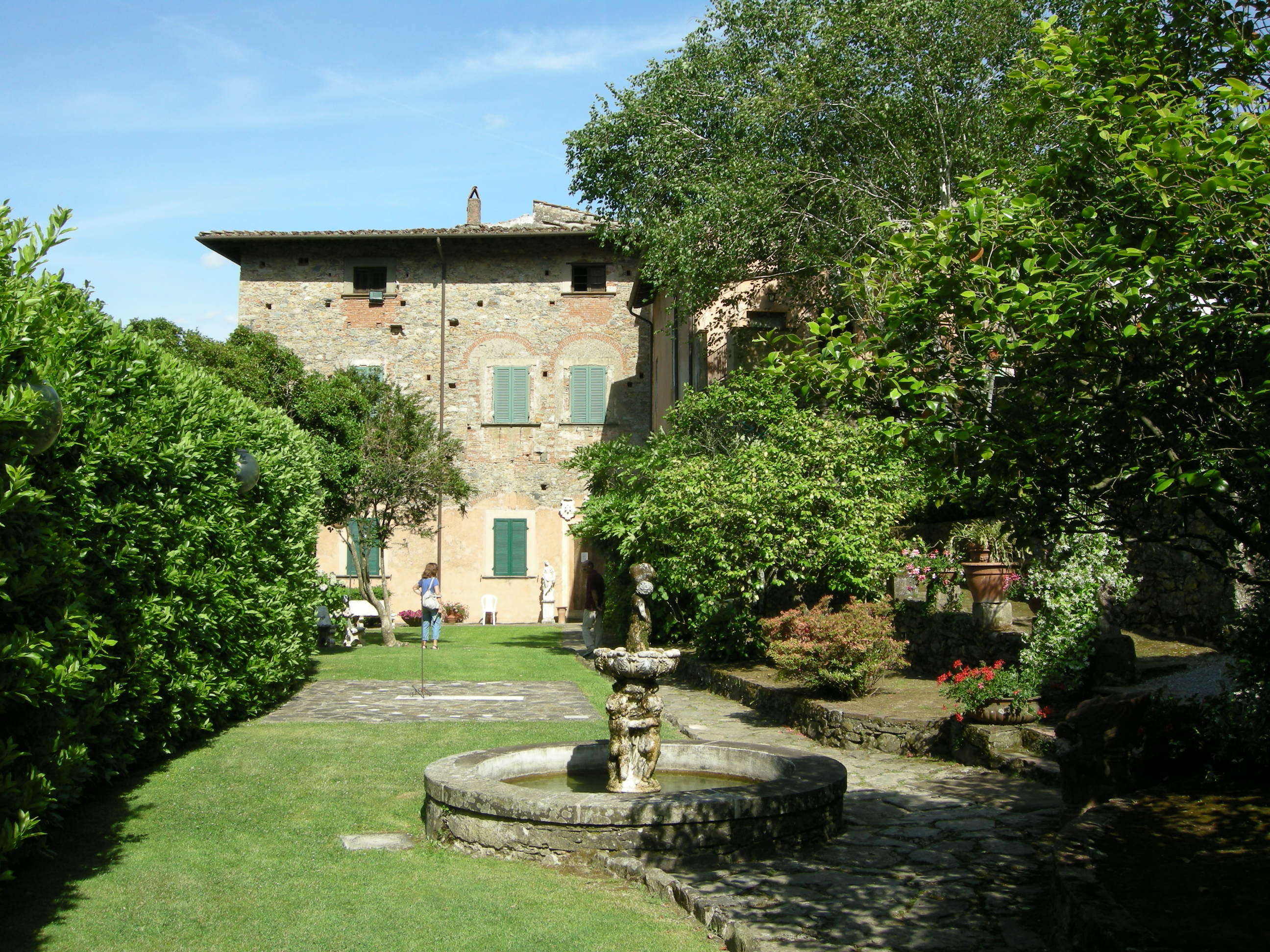
Вілла Медічі в Буті, фото 2011 р.
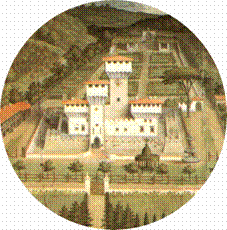
Вілла Медічі у Кафаджиоло (колишня фортеця)
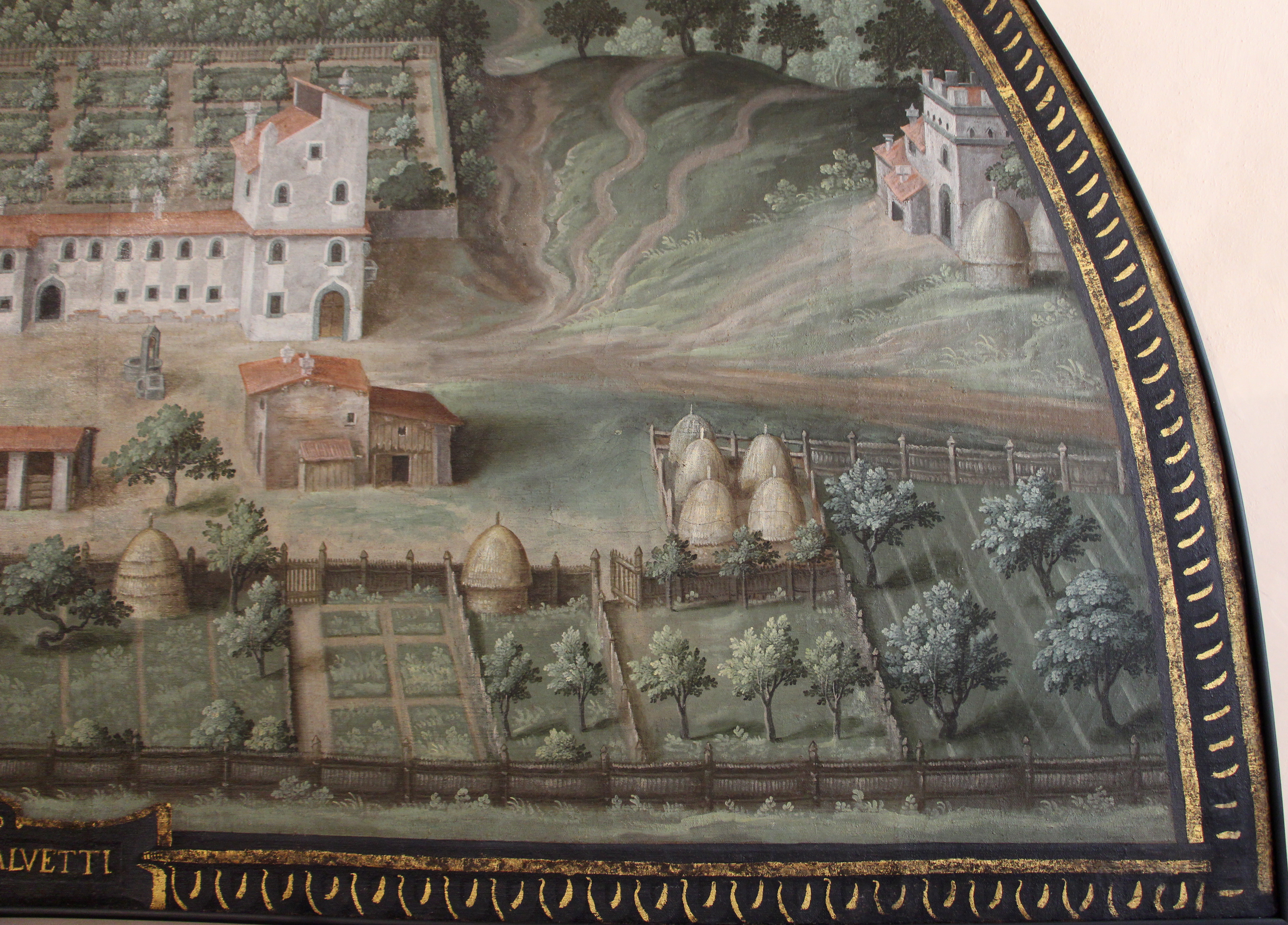
Худ. Джусто Утенс. Вілла Медічі в Коллесальветті
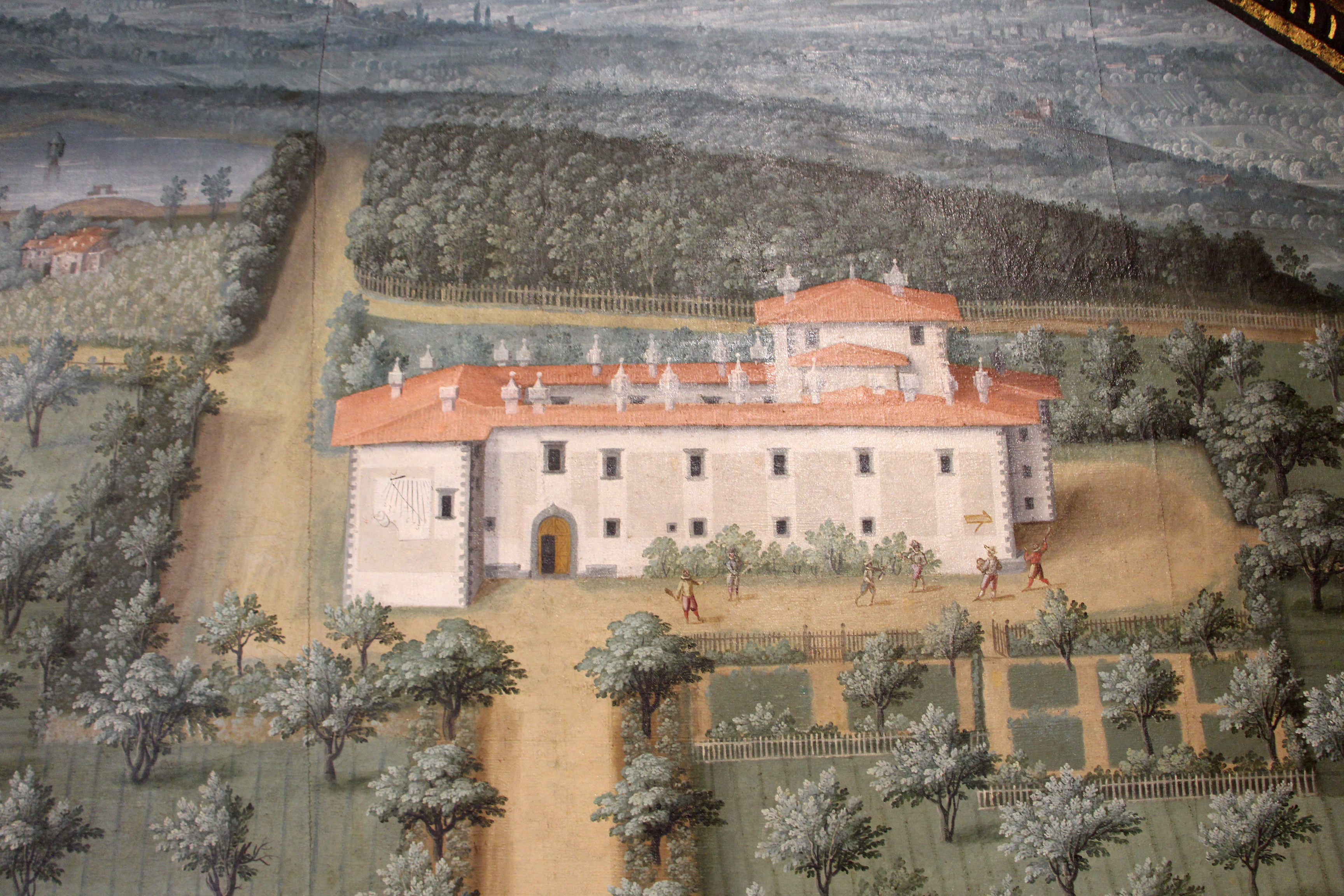
Худ. Джусто Утенс. Вілла Медічі Артіміно.

## Сад вілли Кастелло

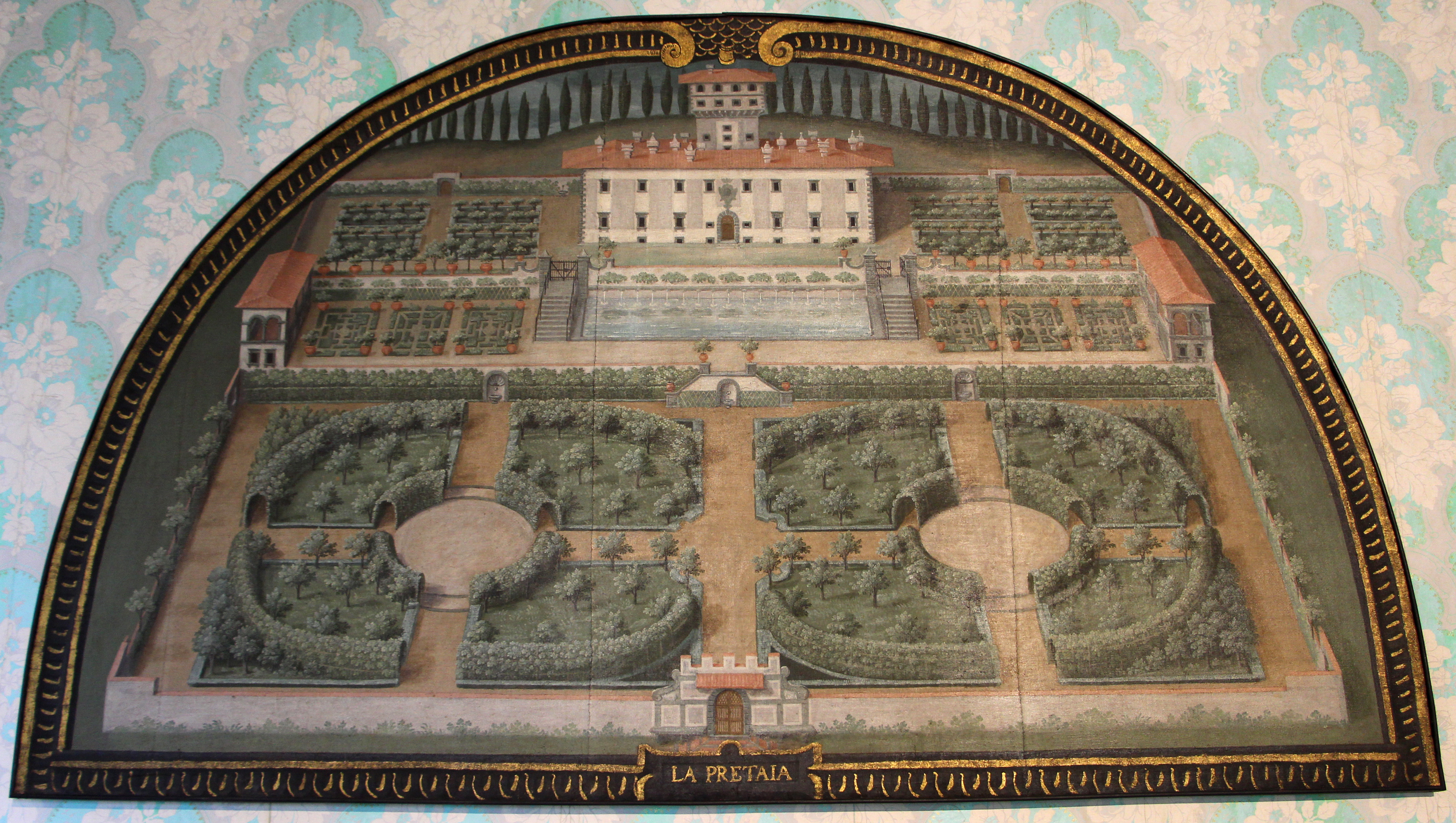
Худ. Джусто Утенс. Сад вілли Петрайя, бл. 1602 року.

Герцогський статус нарешті переводив нешляхетну, але багату і впливову родину Медічі у пільговий феодальний стан. Невелика частка заміських помешкань (вілл за італійською) отримує право на перебудови і парадні сади задля представницьких функції, серед них вілла Кастелло та пізніше палаццо Пітті на околиці тодішньої Флоренції. В обох резиденціях встиг попрацювати Ніколо Тріболо.
З творчістю Ніколо Тріболо в садах Боболі пов'язують розпланування по осі. Працював він і над створенням там паркового амфітеатру.
Більш помітною була його діяльність з 1536 року на менш відомій віллі Кастелло (у Ріфреді неподалік Флоренції). Тріболо працював там над реалізацією розробленої кимось з неоплатоніків паркової програми. До роботи по постачанню води до саду був залучений інженер-гідротехнік П'єтро да Сан-Кашиано. Сад мав осьову побудову і починався в дикій ділянці, де облаштували фонтан у вигляді скульптури-алегорії Аппеніна. Вода була спрямована на нижні тераси, де працювали два маломіцні фонтани на центральній осі саду. Ці фонтани зі скульптурним декором вважають найранішніми зразками в центральній ділянці декоративного саду. Декор фонтанів міняли і вони отримали суто маньєристичні риси («Двобій Геракла з Антеєм»). Перспектива центральної осі саду закінчувалась кам'яним парканом, в центрі котрого вибудували Грот. В ньому розмістили маломіцний фонтан (інших ще не могли тоді створити), прикрашений бронзовими пташками, з дзьобів котрих лилась вода. Скульптурний декор для Грота створили Джованні да Болонья та Бартоломео Амманаті. Сади вілли Кастелло і його фонтани так вражали сучасників, що були занесені у подорожній журнал (або щоденник відвідин Італії), котрий створив 1581 року французький письменник Мішель де Монтень.
Ніколо Тріболо помер у 1550 році.

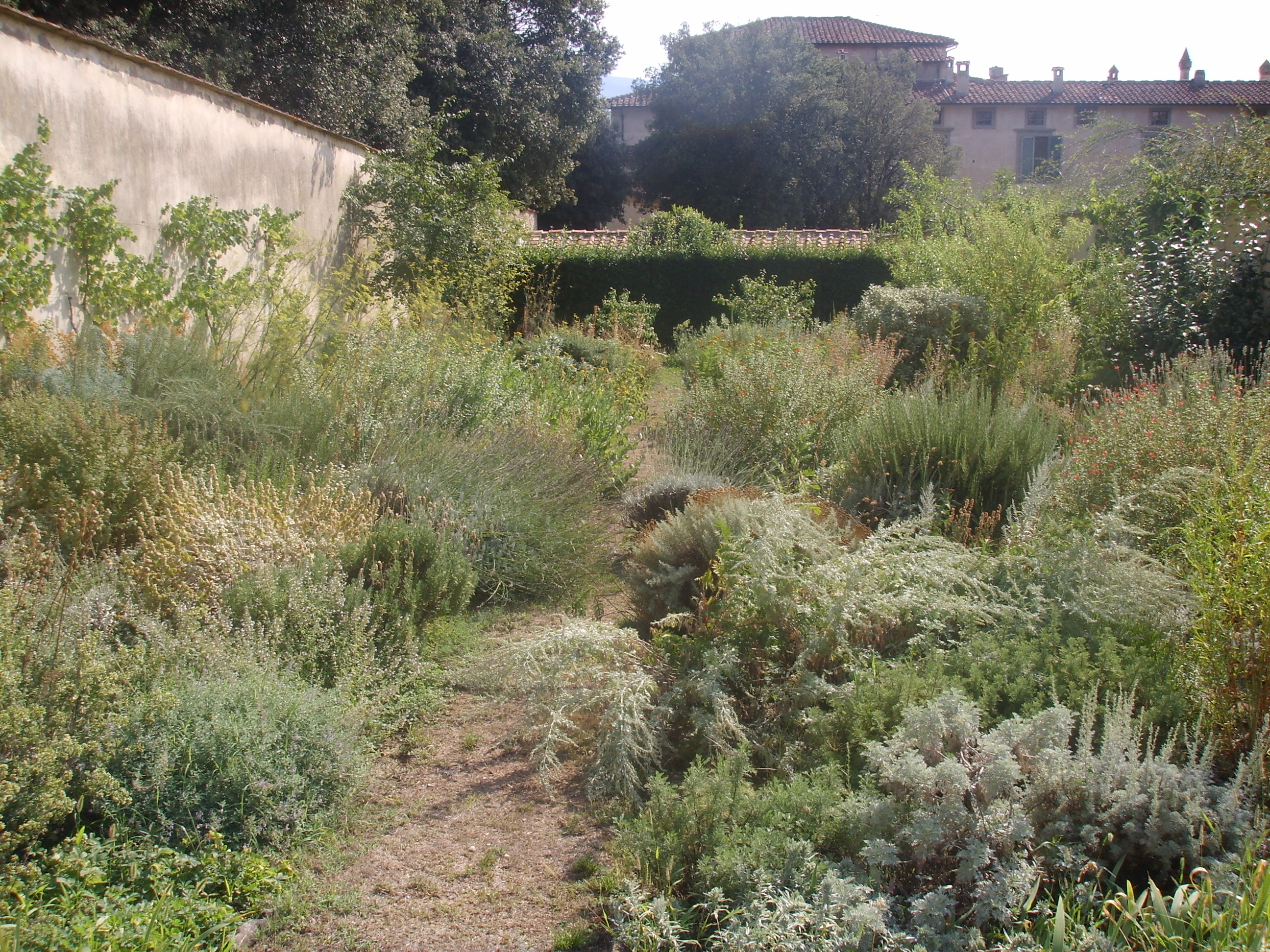
Вілла Кастелло, колишня ділянка секретного саду
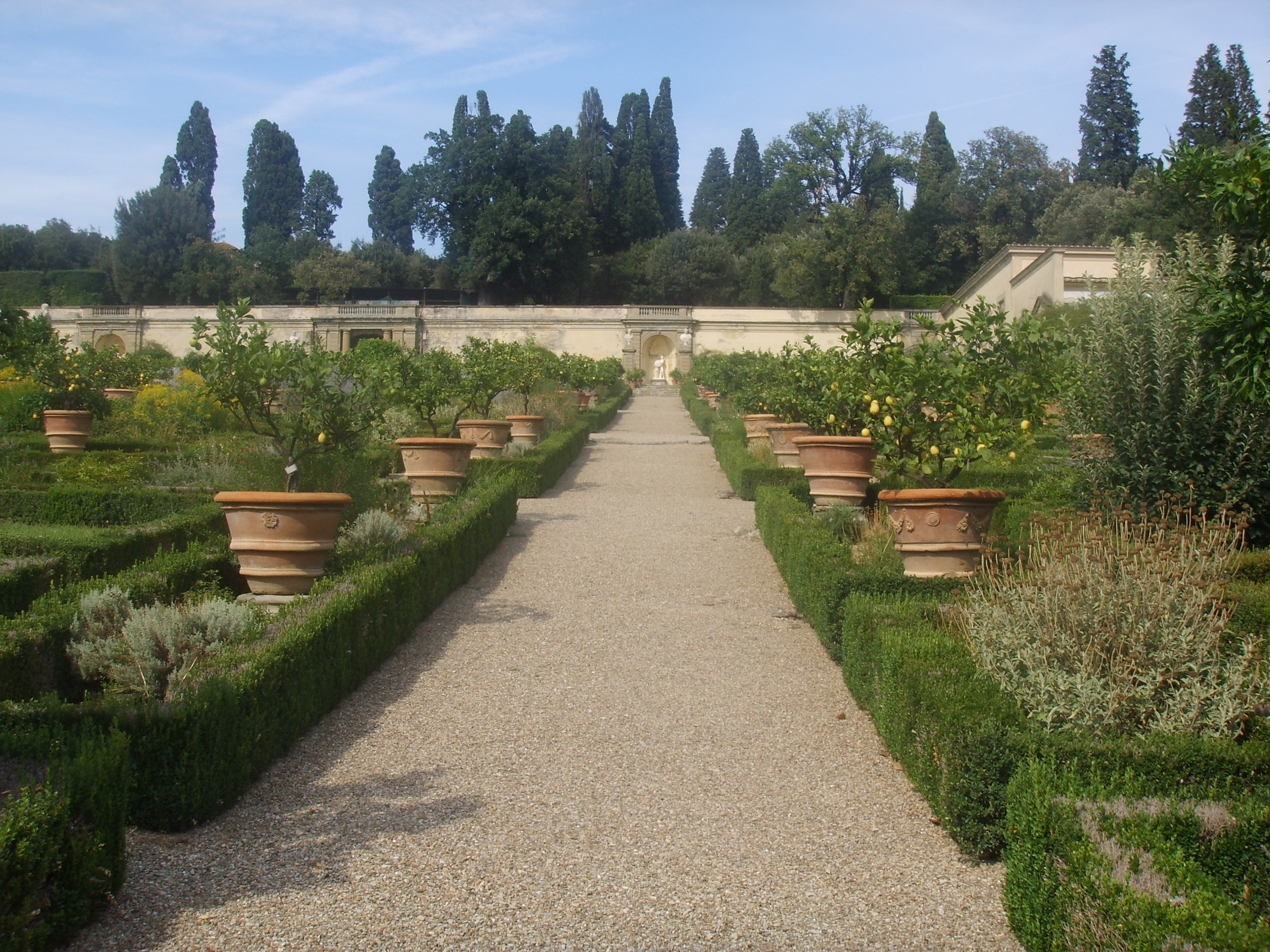
Вілла Кастелло, відновлений декоративний сад
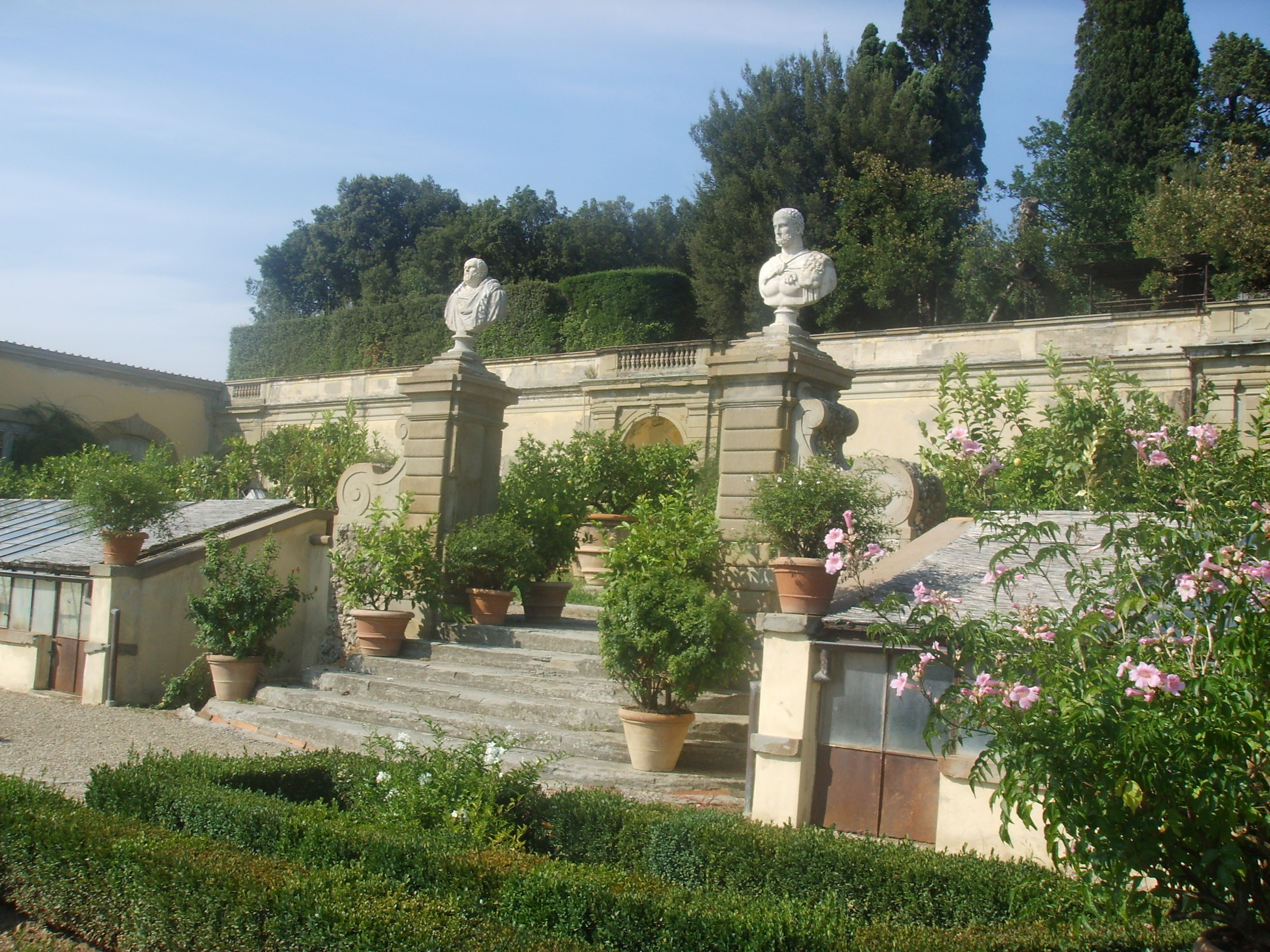
Вілла Кастелло, ділянка з доданими пізніше оранжереями
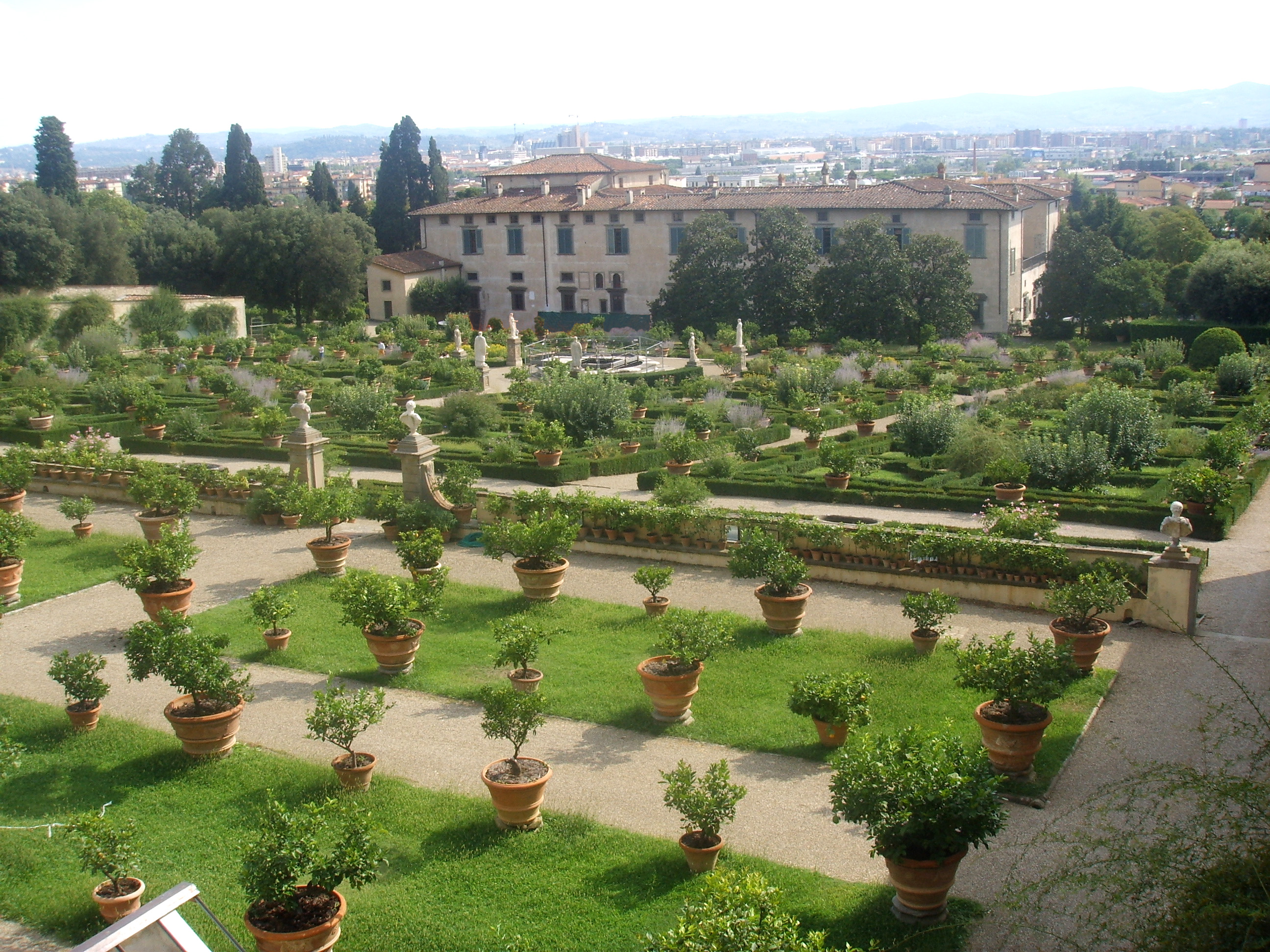
Відновлений сад вілли Кастелло
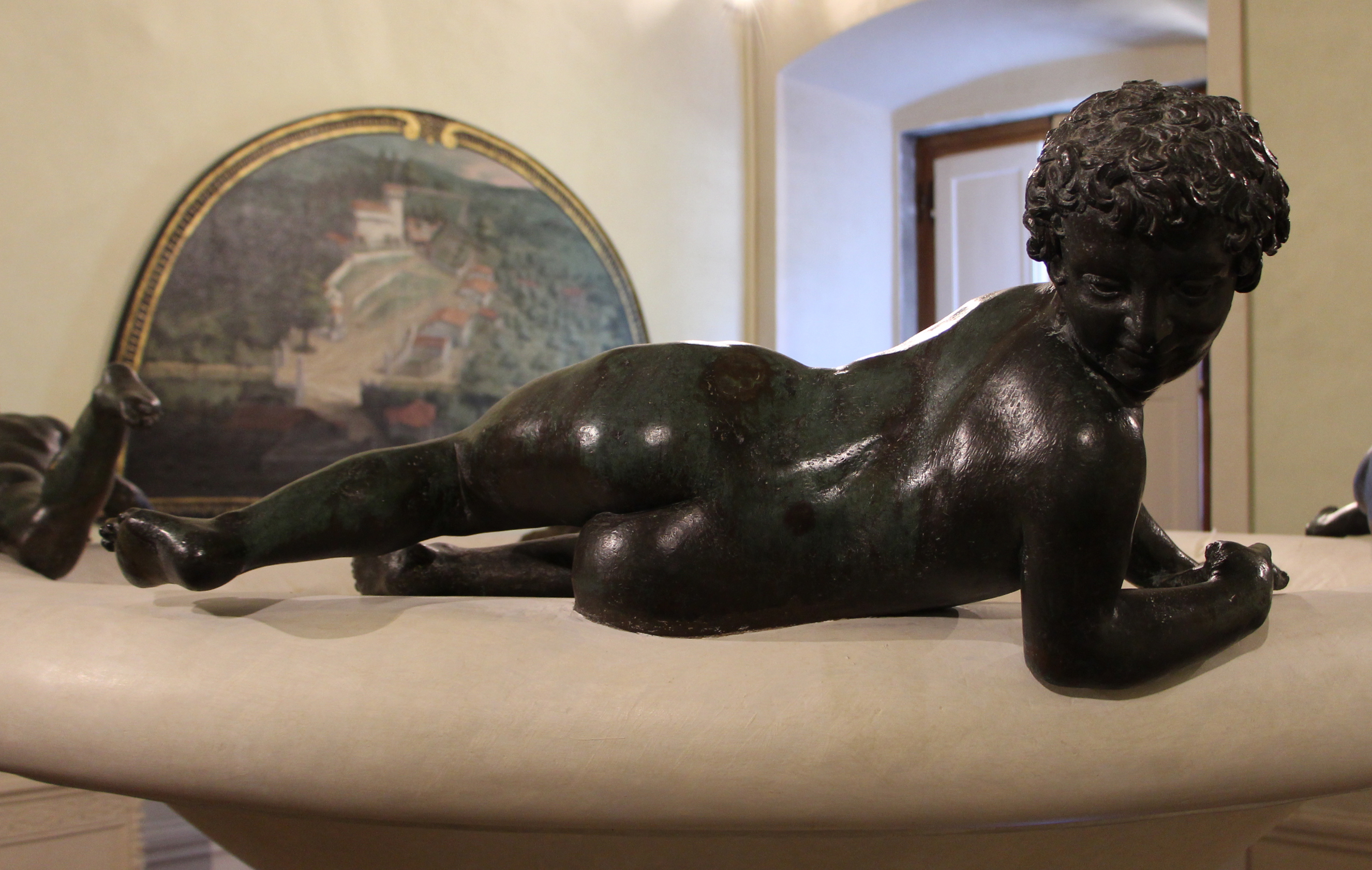
Бронзові путті з фонтана в саду, перенесені до музею

## Вибрані твори
- «Ганімед і орел Зевса»
- Дизайн різьбленої стелі, Бібліотека Лауренціана
- Рельєфи, портал, Базиліка Сан-Петроніо, Болонья
- Дизайн саду для вілли Кастелло
- Фонтан «Двобій Геркулеса з Антеєм»
- Каплиця Елеонори Толедської
- Декор тріумфальних споруд до візиту імператора Карла V
- Понте Россо, Флоренція
- Бібліотека Лауренціана( проєкт підлоги), Флоренція
- Сади Боболі,Флоренція